# 알자스-로렌
알자스-로렌(알레만어: Elsàss–Lothrìnga 엘사스로트링겐, 프랑스어: Alsace-Lorraine, 독일어: Elsaß-Lothringen 엘자스로트링겐[*])은 알자스와 로렌 두 지역을 함께 부르는 옛 명칭이며, 현재는 프랑스 관할으로 알자스-모젤(프랑스어: Alsace-Moselle)이 되었다. 이곳은 독일 제2제국이 보불전쟁과 프랑크푸르트 조약을 통해 프랑스 제2제국 관할 하에 있던 지방을 독일 제국이 점령하여 탄생하였다. 알자스-로렌 지방은 제1차 세계 대전이 끝난 후에 베르사유 조약으로 다시 프랑스로 이관되었다.
1871년 당시 이곳의 정식 명칭은 독일 제국의 관할으로 제국령 엘자스-로트링겐(독일어: Reichsland Elsaß–Lothringen, 알레만어: Rìchslànd Elsàss–Lothrìnga)으로 명명되었으며, 보불전쟁의 승리를 통해 제2라이히(독일 제2제국)는 로렌 지방의 모셀레 데파르트망과 알자스 지방을 대부분 합병하였다.
제2라이히는 알자스 지방의 96%, 로렌 지방의 26%를 차지하였으며 나머지 지역은 계속 프랑스 관할로 남아 있었다. 이러한 역사적 이유로 알자스-로렌 지방에는 "알자스-로렌 지방법"이라는 특수한 법률이 적용된다. 프랑스로 알자스-로렌이 이관된 후 프랑스 행정구역상 알자스-모젤 지방이 되었고, 현재 프랑스 그랑테스트 레지옹에 속한다.

알자스-로렌의 국기

알자스-로렌의 문장

## 지리
알자스-로렌의 면적은 14,496 km2이었고, 주도는 스트라스부르였다. 알자스-로렌은 3개의 구역으로 나누어져 있었다.
- 오버알자스 (북부 알자스): 주도는 콜마르, 면적 3,525 km2, 현재의 오랭주
- 운터알자스 (남부 알자스): 주도는 스트라스부르, 면적 4,755 km2, 현재의 바랭주
- 로트링겐 지구 (로렌): 주도는 메스, 면적 6,216 km2, 현재의 모젤주

### 도시
1910년 알자스-로렌에서 가장 거대한 도시들은 인구순으로 다음과 같았다.
- 스트라스부르: 220,883명
- 뮐루즈: 128,190명
- 메스: 102,787명
- 티옹빌: 69,693명
- 콜마르: 44,942명

## 역사

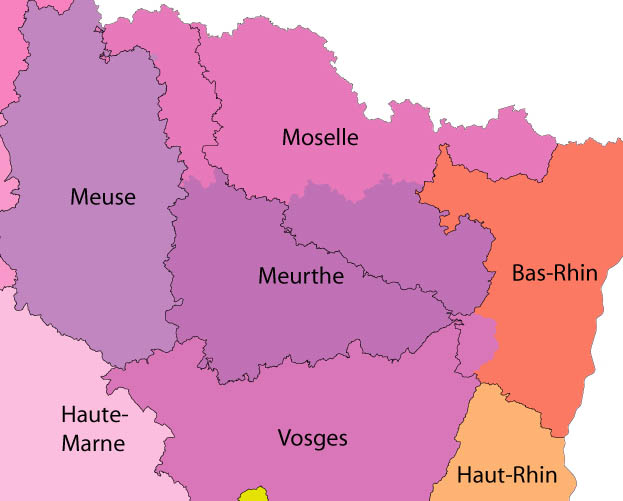
1870년의 로렌 지방. 검은색 선이 현재의 주(데파르트망) 경계이고 당시의 주(데파르트망) 구분은 색깔로 되어 있다

알자스-로렌 지역은 921년부터 신성 로마 제국에 속했으나, 1600년대 초반부터 독일 내에 30년 전쟁이 일어나고 1648년 베스트팔렌 조약의 결과 프랑스령으로 복속되어 병합되었다. 1871년 프로이센-프랑스 전쟁 후 프랑크푸르트 조약에 따라 알자스-로렌은 새로 만들어진 독일 제국의 영토로 되돌려졌다. 독일 제국의 재상 오토 폰 비스마르크는 알자스-로렌 지역에 가능한 한 많은 자치권을 부여하도록 하여 프랑스 문화 및 영향권에서 벗어나 독일 제국령으로 자연히 물들이기 위해 적극 추진하려고 했으나, 주변 보수파들(융커 계층)의 반발이 심해 결국 알자스-로렌 지방은 독일 제국령으로 복속되었다.
제1차 세계 대전 직후 잠시 독립국(알자스-로렌 독립 공화국)으로 있다가 1919년 베르사유 조약으로 프랑스 영토가 되었다. 알자스로렌의 양도에 따라서 프랑스에 독일식 사회보장제도가 도입되었다.
이 지역은 1940년 나치 독일에 의해 다시 합병되었으나, 1945년 제2차 세계 대전이 끝난 후 프랑스에게 되돌아갔다.
특기할 점은 프랑크푸르트 조약으로 로렌의 약 1/4이 독일 제국의 영토가 된 바, 당시 프랑스의 주 경계와 상관 없이 영토의 할양이 이루어졌고, 그에 따라 주의 경계가 조정되었다. 이후 알자스-로렌이 프랑스령으로 되돌려진 이후에도 조정된 경계를 그대로 유지한 채로 현재에 이르고 있다.

## 같이 보기
- 알자스-로렌 지역당
- 독일의 통일
- 모젤 (데파르트망)